# Lauterhofen (Crinitzberg)
Lauterhofen ist seit 1994 ein Ortsteil der Gemeinde Crinitzberg im Landkreis Zwickau.

## Geographische Lage
Das Bauerndorf Lauterhofen liegt in 425 m ü. NN im Tal des Crinitzbachs, einem Seitenbach des Rödelbachs, zwischen Obercrinitz und Wolfersgrün. Die vier Höfe des Ortsteiles Lauterholz liegen an der Straße nach Stangengrün.

### Nachbarorte
| Lauterholz  | Wolfersgrün                                 |            |
| Stangengrün | Kompassrose, die auf Nachbargemeinden zeigt | Giegengrün |
|             | Obercrinitz                                 |            |

## Eingemeindungen
Der Ortsteil Lauterholz an der Straße nach Stangengrün wurde 1912 von Hirschfeld nach Lauterhofen umgemeindet.

## Geschichte
Das Waldhufendorf Lauterhofen wurde im 13. Jahrhundert gegründet und gehörte bis 1843 anteilig zu den Ämtern Zwickau und Wiesenburg und danach zum Amt Kirchberg. 1856 kam der Ort zum Gerichtsamt Kirchberg und 1875 zur Amtshauptmannschaft Zwickau, dessen Nachfolger der Landkreis Zwickau ist. 1912 wurden die vier Höfe des Ortsteiles Lauterholz von Hirschfeld nach Lauterhofen umgemeindet. Von Juli bis Dezember 1952 gehörte Lauterhofen kurzzeitig zum Kreis Auerbach im Vogtland und wurde dann wieder in den Kreis Zwickau zurückgegliedert.
Seit 1970 ist Lauterhofen ein Ortsteil von Obercrinitz. Mit der Bildung der Gemeinde Crinitzberg im Jahre 1994 wurden Obercrinitz und Lauterhofen gleichberechtigte Ortsteile.

### Siegel der Gemeinde
Auf dem Siegel von Lauterhofen ist in der Mitte ein Schaf mit einer Flagge zu sehen. Der Ursprung des sehr alten Wappens liegt wahrscheinlich in der Bibel: das Schaf als Opferlamm.

## Religionen
Lauterhofen gehört zur ev.-luth. Kirchgemeinde St. Johannis in Obercrinitz.

## Verkehr
Durch Lauterhofen führt die Ortsstraße durch das Crinitztal von Obercrinitz nach Wolfersgrün und Niedercrinitz.

## Industrie und Landwirtschaft
Lauterhofen hat sich den Charakter eines Bauerndorfes erhalten. Davon zeugen auch einige Erbhöfe im Ort. Im Norden von Lauterhofen befindet sich ein großer Kälberstall aus den Zeiten der LPG, welcher heute noch genutzt wird.
Bis in die 1970er Jahre existierte am Ortsende Richtung Obercrinitz ein Betonwerk. Eine Schmiede existiert im Ort seit 1952 sowie eine Zimmerei.